# Dave Barr (Eishockeyspieler)
David Angus „Dave“ Barr (* 30. November 1960 in Toronto, Ontario) ist ein ehemaliger kanadischer Eishockeyspieler und derzeitiger -trainer. Während seiner von 1981 bis 1997 andauernden aktiven Profikarriere absolvierte der rechte Flügelstürmer über 600 Spiele in der National Hockey League. Zwischen Juli 2017 und Dezember 2019 war er als Assistenztrainer der San Jose Sharks tätig, nachdem er in dieser Funktion bereits mehrere andere NHL-Teams betreut hatte. 

## Karriere

### Als Spieler
Dave Barr wurde in Toronto geboren, wuchs allerdings in Alberta auf. In seiner Jugend spielte er zwischen 1978 und 1981 für die Billings Bighorns, Edmonton Oil Kings, Great Falls Americans, Portland Winter Hawks und Lethbridge Broncos in der Western Hockey League. Ohne in einem NHL Entry Draft berücksichtigt worden zu sein, nahmen ihn im September 1981 die Boston Bruins aus der National Hockey League (NHL) unter Vertrag. Für die Bruins kam der rechte Flügelstürmer in zwei Jahren auf nur zwölf Einsätze und verbrachte den Großteil der Zeit in der American Hockey League (AHL) bei den Erie Blades und den Baltimore Skipjacks, den Farmteams der Bruins. Im Oktober 1983 wurde Barr schließlich für Dave Silk an die New York Rangers abgegeben, die ihn allerdings ebenfalls bei ihrem Farmteam, den Tulsa Oilers, einsetzten und bereits im März 1984 samt einem Drittrunden-Wahlrecht im NHL Entry Draft 1984 zu den St. Louis Blues transferierten. Im Gegenzug erhielten die Rangers Larry Patey und die Rechte an Bob Brooke.
Bei den Blues etablierte sich Barr erstmals im Aufgebot eines NHL-Teams und kam so bis Oktober 1986 auf 150 Einsätze in St. Louis, als er im Tausch für Tim Bothwell an die Hartford Whalers abgegeben wurde. Bereits im Januar 1987 schickten diese weiter zu den Detroit Red Wings, die im Gegenzug Randy Ladouceur nach Hartford sandten. Bei den Red Wings verbrachte Barr seine erfolgreichsten NHL-Jahre, so kam er in der Spielzeit 1988/89 auf 59 Scorerpunkte in 72 Spielen, was seinen persönlichen Bestwert darstellen sollte. Nach viereinhalb Jahren endete seine Zeit in Detroit jedoch im September 1991 unfreiwillig, als ein unabhängiger Schiedsrichter der NHL die Spielerrechte an ihm und Randy McKay den New Jersey Devils zusprach, als Kompensation für die Verpflichtung von Troy Crowder als Free Agent.
In New Jersey konnte der Angreifer nicht mehr an seine bei den Red Wings gezeigten Leistungen anknüpfen. Im August 1993 schloss er sich als Free Agent den Dallas Stars an, wobei er jedoch den Großteil der folgenden Spielzeit aufgrund einer Operation am Ellbogen verpasste. In den folgenden drei Jahren ließ er seine Karriere bei den Kalamazoo Wings und den Orlando Solar Bears in der International Hockey League (IHL) ausklingen, wobei ihm in der Saison 1995/96 noch 100 Scorerpunkte für die Solar Bears gelangen.
Nach der Spielzeit 1996/97 beendete Barr seine aktive Karriere. Insgesamt kam er in der NHL auf 614 Einsätze und erzielte dabei 128 Tore, 204 Vorlagen und 332 Scorerpunkte.

### Als Trainer
Gleichbedeutend mit dem Ende seiner aktiven Karriere wurde Barr im Juli 1997 als Assistenztrainer bei den Houston Aeros aus der IHL vorgestellt. Zur Saison 2000/01 übernahm er die Aeros als Cheftrainer, bevor er bereits nach einer Spielzeit als General Manager des Teams ins Management wechselte. In dieser Funktion gewann er mit dem Team im Jahre 2003 den Calder Cup in der American Hockey League, in die die Mannschaft mittlerweile gewechselt war. 2004 übernahm er die Guelph Storm in Personalunion als Cheftrainer und General Manager, wobei er 2006 mit der Matt Leyden Trophy als bester Trainer der Ontario Hockey League ausgezeichnet wurde.
Nach vier Jahren im Juniorenbereich kehrte Barr zur Saison 2008/09 in die NHL zurück, als ihn die Colorado Avalanche als Assistenten von Tony Granato einstellte. Im Laufe der nächsten Jahre betreute er in der Funktion des Assistenztrainers eine Reihe von NHL-Teams, namentlich die Minnesota Wild (2009–2011), die New Jersey Devils (2011–2015), die Buffalo Sabres (2015/16) sowie die Florida Panthers (2016/17). Im Juli 2017 wurde Barr als neuer Assistent von Peter DeBoer bei den San Jose Sharks vorgestellt, mit dem er zuvor bereits in New Jersey zusammengearbeitet hatte. Im Dezember 2019 wurde er gemeinsam mit DeBoer entlassen.
In der Saison 2020/21 betreute er das kanadische U18-Nationalteam, das bei der Weltmeisterschaft 2021 die Goldmedaille gewann.
Im August 2021 wurde Barr als neuer Cheftrainer der Vienna Capitals aus der ICE Hockey League vorgestellt und verblieb in dieser Funktion bis zum Ende der Saison 2022/23. Anschließend war er Co-Trainer der Chicago Wolves und ab 2024 der San Diego Gulls.

## Erfolge und Auszeichnungen
- 2003 Calder-Cup-Gewinn mit den Houston Aeros (als General Manager)
- 2006 Matt Leyden Trophy
- 2021 Goldmedaille bei der U18-Junioren-Weltmeisterschaft (als Cheftrainer)

## Karrierestatistik
(Legende zur Spielerstatistik: Sp oder GP = absolvierte Spiele; T oder G = erzielte Tore; V oder A = erzielte Assists; Pkt oder Pts = erzielte Scorerpunkte; SM oder PIM = erhaltene Strafminuten; +/− = Plus/Minus-Bilanz; PP = erzielte Überzahltore; SH = erzielte Unterzahltore; GW = erzielte Siegtore; 1 Play-downs/Relegation; Kursiv: Statistik nicht vollständig)

## Persönliches
Barr ist verheiratet und Vater zweier Kinder.